# Joris Pijs
Joris Pijs (2 april 1987) is een Nederlands voormalig roeier.
Op de Europese Kampioenschappen van 2010 in Portugal wist hij samen met Paul Drewes in de lichte twee-zonder de zilveren medaille te behalen. Pijs nam samen met Bjorn van den Ende, Tim Heijbrock en Jort van Gennep deel aan de Olympische Zomerspelen 2016 in de lichte vier-zonder met een elfde plaats als resultaat.

## Palmares

### lichte twee zonder stuurman
- 2010:  EK - 7.21,39
- 2012:  WK - 6.37,18

### lichte vier zonder stuurman
- 2013: 9e EK - 6.44,28
- 2013: 10e WK - 6.01,33
- 2014: 6e WK - 5.59,18
- 2015: 5e EK - 5.56,54
- 2015: 5e WK - 6.00,83
- 2016: 4e EK - 6.51,74
- 2016: 11e Olympische Spelen - 6.37,28